# Летний вечер на пляже Скагена. Художник и его жена
Летний вечер на пляже Скагена. Художник и его жена (дат. Sommeraften ved Skagens strand. Kunstneren og hans hustru) — картина датского художника Педера Северина Кройера, написанная в 1899 году.

## Контекст
Педер Северин Кройер родился в 1851 году в Ставангере (Норвегия), но детство провёл у своей тёти в Копенгагене (Дания). Получив художественное образование, в период с 1877 по 1881 год при поддержке покровителя Генриха Гиршпрунга, Кройер побывал в Нидерландах, Бельгии, Франции, Испании и Италии, где познакомился с творчеством старых мастеров. Уже будучи известным художником, в 1882 году, находясь в Вене (Австрия), Кройер встретился с Микаэлем Анкером. Анкер поселился в Скагене в 1874 году, а затем женился на местной художнице Анне Брённум, дочери владельца единственной гостиницы в деревне, в которой проходили творческие собрания членов местного художественного сообщества, известного как «Скагенские художники». Кройер впервые приехал в Скаген в 1882 году, и его присутствие не осталось незамеченным со стороны членов сообщества, пригласивших его в свои ряды. Это было вызвано плачевным состоянием датского изобразительного искусства после окончания «золотого века», и Кройер в этом отношении виделся многими как знаменосец возрождения датской школы. В 1883 году он уехал во Францию, где находясь под влиянием импрессионизма, создал собственный стиль, впоследствии приобретя в Дании репутацию реалиста, в особенности благодаря изображению сцен на пляже, оживленных встреч художников, рыбаков. Он не случайно привлёк внимание «скагенских художников», отвергнувших Королевскую академию и выступавших против картин только для удовольствия богатых, полагая, что искусство должно показывать реальную и тяжёлую жизнь обычного человека, обременённую бедностью болезнями и опасностями на повседневной работе в море. Очарованный Скагеном, его пейзажем и жизнью народа, Кройер каждое лето снова приезжал туда, проводя остальное время в путешествиях или в Копенгагене, где имел студию. В Скагене он начал изучать просторы неба, песка и моря, дрейфуя в своём творчестве к символизму. Летом 1889 года, после женитьбы на художнице Марии Трипке, встретившейся ему в Париже, Кройер окончательно обосновался в Скагене, став одним из заметных членов «скагенских художников». Наиболее известным примером творчества Кройера того периода является картина «Летний вечер на южном пляже Скагена», написанная в 1893 году и изображающая прогулку Анны Анкер с Марией Кройер.

## История создания
В 1895 году в письме к своему другу Оскару Бьёрку Кройер написал, что «я также думал о написании большого портрета моей жены вместе со мной — но для этого мне нужна, безусловно, хорошая погода, поэтому его не будет в этом году». В тот же год Мария родила дочь Вибеке, а Кройер начал большой портрет Хольгера Драхмана на фоне пейзажа в «синий час». И только четыре года спустя, в 1899-м, Кройер наконец создал эту большую картину, потратив на неё всё лето, и используя в качестве основы для работы ряд своих фотографий и эскизов. Возможно, картина была написана к десятилетнему юбилею брака с Марией и в знак признания их семейных отношений.

## Описание
Большой двойной портрет изображает Марию и Педера Кройера во время прогулки на пляже в лунном свете. Картина имеет довольно меланхоличный тон, так как несмотря на красивый пейзаж Мария находится на отдалении от Кройера, почти исчезает в голубизне моря и неба и не смотрит в глаза своему мужу. В то же время сам Кройер, кажется, не в состоянии поддержать её руку, а более близкой ему фигурой является верный пёс Рап, лижущий левую ногу художника. На горизонте находятся два парусных корабля — тёмный тяжёлый и яркий спортивный, символизирующие их разные темпераменты и вследствие этого неудачный брак.

## Последующая судьба
В 1900 году Кройер представил полотно на Шарлоттенборгской весенней выставке. Картина и была холодно принята и раскритикована как банальная, однако на самом деле она являлась отличным примером пейзажа в синем полумраке, так любимого символистами, считавшими, что сумеречный час возвещает о приходе смерти. Однако эта картина, как и другие поздние, не смогла превзойти уровень законченного совершенства, показанный Кройером в работе «Летний вечер на южном пляже Скагена». Через несколько месяцев после выставки он был принят в Мидделфартскую психиатрическую больницу после перенесённого нервного срыва. В 1906 году Кройер развёлся с женой, и дочь осталась с ним в Скагене. В интервью 1907 года он описал свои чувства о сумеречных вечерах — «Скаген может выглядеть так ужасно скучно в ярком солнечном свете… но когда солнце садится, когда луна поднимается из моря… с рыбаками стоящими на пляже и катерами, плавающих мимо с ослабленными парусами… В последние годы это время мне нравится больше всего». Страдая маниакально-депрессивным психозом, ослабившим его здоровье, Кройер умер в 1909 году и был похоронен на Скагенском кладбище.
В настоящее время картина находится в коллекции Гиршпрунга в Копенгагене.